# Kobe Tai
 (septembre 2024).
Si vous disposez d'ouvrages ou d'articles de référence ou si vous connaissez des sites web de qualité traitant du thème abordé ici, merci de compléter l'article en donnant les références utiles à sa vérifiabilité et en les liant à la section « Notes et références ».
Pour les articles homonymes, voir Carter et Tai.
Kobe Tai, de son vrai nom Carla Carter, est une actrice actrice pornographique américaine.

## Biographie
Elle est née à Taipei, Taïwan, le 15 janvier 1972. À l’âge de 5 mois, elle est adoptée par une famille américaine de l’Arkansas. Carla Carter est son nom d'adoption et elle possède la double nationalité. Elle suit des études à l’université de l’Arkansas.
Elle s’est mariée à Steven Scott, acteur de films pornographiques sous le pseudo Mark Davis en 1997. Pendant les deux ans qu'a duré leur mariage, elle a beaucoup tourné (presque exclusivement) avec son époux.
Elle a commencé sa carrière d’actrice pornographique en 1996 sous les pseudonymes de Blake Young et Brooke Young, avant d’adopter le nom de Kobe Tai. Elle a signé un contrat d’exclusivité avec le studio Vivid.
En 2000, attendant son premier enfant, elle a arrêté de tourner. Son fils est né fin 2000, début 2001. Elle a repris sa carrière d’actrice pornographique en décembre 2001. Son dernier film a pour titre Kobe loves Jenna avec Jenna Jameson. Depuis, elle a mis un terme à sa carrière dans le porno.
Elle a aussi posé pour des revues comme High society, Chéri, Oriental Dolls et Fox. Elle a par ailleurs tenu un rôle dans un film grand public, Very Bad Things (1998), où elle interprète Tina, une prostituée de luxe tuée accidentellement au cours d'un enterrement de vie de garçon à Las Vegas.

## Filmographie sélective

### Films pornographiques
- Stardust 3 (1996)
- Chasin' Pink 3 (1998)
- Where the Boys Aren't 10 (1998)
- Where the Boys Aren't 11 (1998)
- Where the Boys Aren't 12 (2000)
- Where the Boys Aren't 13 (2000)
- Motel Sex (2000)
- Deep Inside Lexus (2001)
- Deep Inside Kobi Tai (2001)
- Deep Inside Devon (2001)
- Inmu 2 (2001) (voice: English version) .... Megumi
- Deep Inside Sky (2001)
- The Ultimate Kobe Tai (2002)
- Girls Only: Janine (2002)
- Stranger (2002)
- Perfect (2003)
- Eye Spy Sky (2003)
- Jenna Loves Kobe (2003)
- Big Load Ahead (2005)
- Retaliasian (2005)
- More Bang for the Buckxxx (2006)

### Films non pornographiques
- Very Bad Things de Peter Berg (1998) : rôle : une prostituée de Las Vegas.